# Raúl Sarro
Raúl Sarro Álvarez – piłkarz urugwajski, pomocnik, napastnik.
Jako piłkarz klubu Defensor Sporting wziął udział w turnieju Copa América 1945, gdzie Urugwaj zajął czwarte miejsce. Sarro zagrał w czterech meczach - z Brazylią (tylko w drugiej połowie - w przerwie zmienił José Garcíę), Boliwią, Chile i Argentyną.
Nadal jako gracz klubu Defensor wziął udział w turnieju Copa América 1947, gdzie Urugwaj zajął trzecie miejsce. Sarro zagrał w sześciu meczach - z Kolumbią (w 50 munucie zmienił go Juan Riephoff), Chile (tylko w pierwszej połowie, w której zdobył gola - w przerwie meczu zmienił go Riephoff), Paragwajem, Ekwadorem (zdobył 1 bramkę), Peru i Argentyną (tylko w pierwszej połowie - w przerwie zmienił go Riephoff).
W lidze urugwajskiej Sarro dwukrotnie był najlepszym strzelcem klubu Defensor - w 1947 roku jako zdobywca 12 bramek i w 1948 roku jako strzelec 7 bramek.
Sarro od 7 lutego 1945 roku do 4 kwietnia 1948 roku rozegrał w reprezentacji Urugwaju 12 meczów i zdobył 3 bramki.